# 香港購物文化

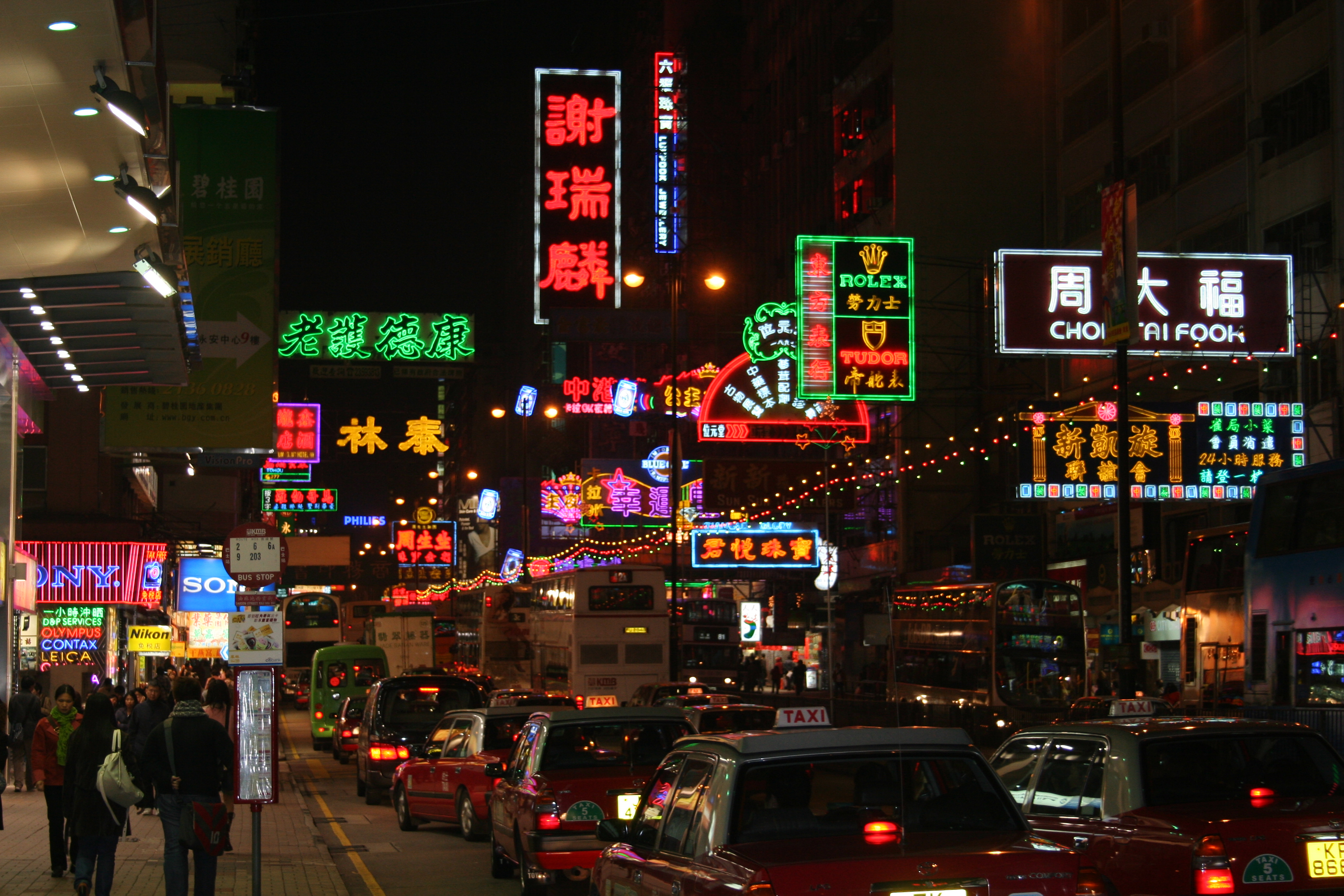
商店林立的九龍彌敦道

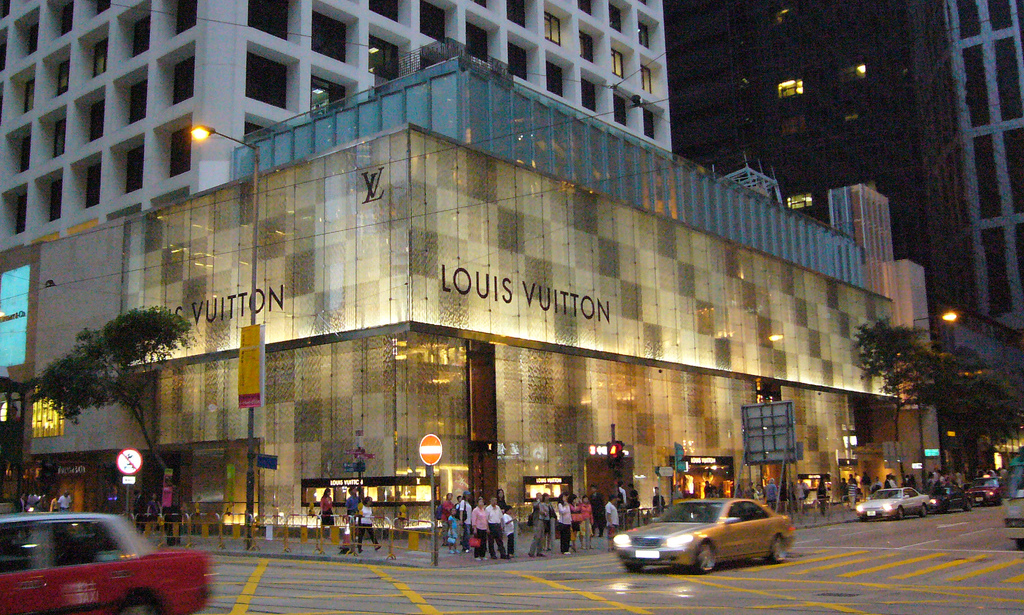
路易·威登位於置地廣場的專門店

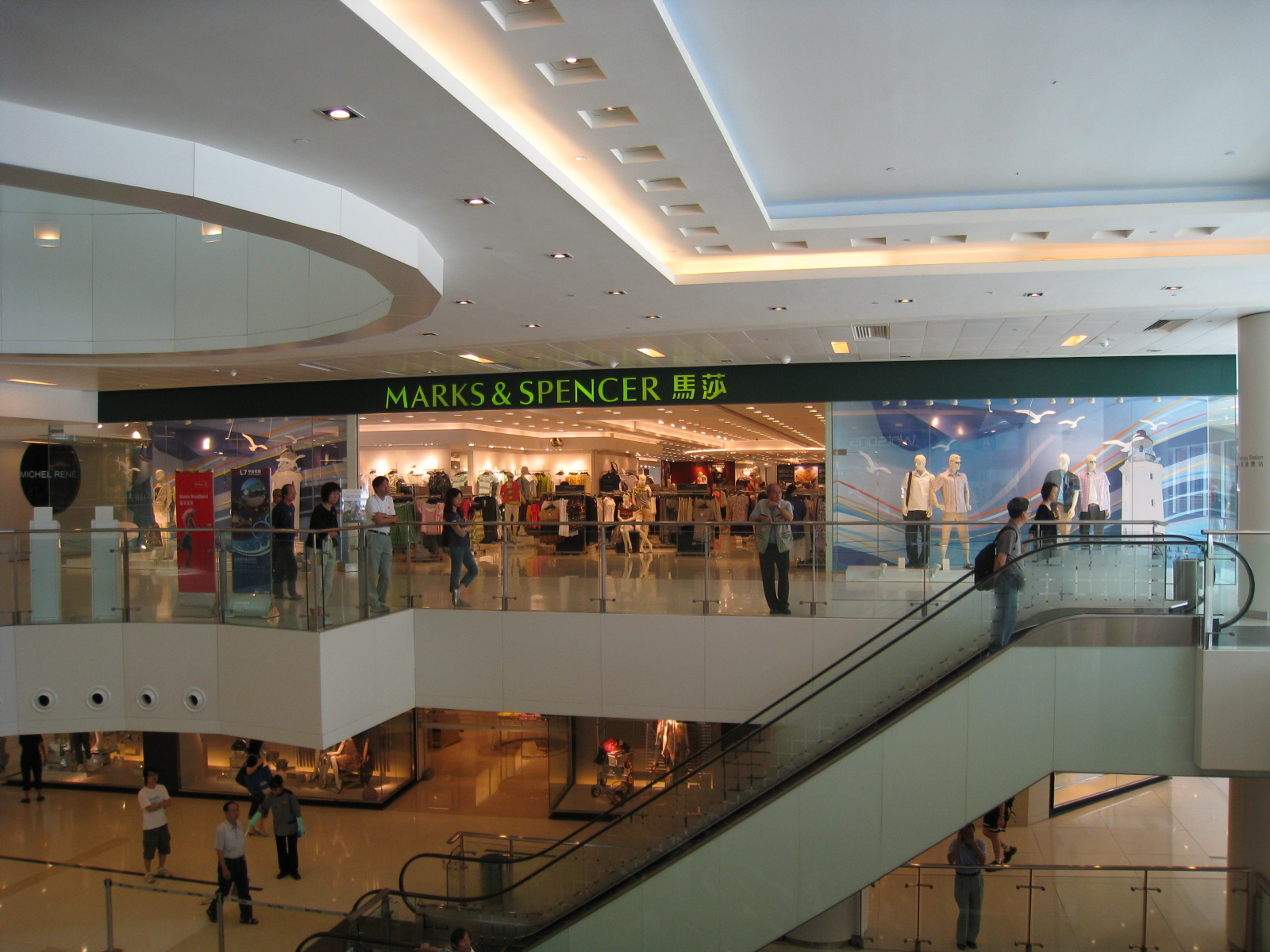
位於沙田新城市廣場的馬莎百貨

購物是香港一項很流行的活動，為香港文化的一部份，也是香港零售業的一個重要支柱。由於香港是一個自由港，除煙酒外的所有商品均免稅，因此世界各地的各種檔次的貨品均可在香港找到，令香港有「購物天堂」的美譽。

## 歷史
香港文化非常容易受到消費主義支配。在早期香港殖民地時期時候，它便充當一個中間人的角色。大部份貨品售予給流動小販及獨立商店，此外部份主要由貿易業，公用事業、運輸業及製造業由行支配。銀行體系的建立容許更多人可以儲蓄，並且擴展他們的個人理財。
作為製造業重要的生產地，當經濟在60年代轉變時，本港開始發展購物商場。全港首個購物商場為海運大廈及日本百貨公司大丸在1966年開張。鄧小平在1978年提出的改革開放政策使香港提供可靠的途徑到中國發展。人們開始傾向改變消費模式，由日用品轉移購買更多奢侈品。
由於食品及衣服供應較多，因此有較佳的銷路。不過複雜的貨品並沒有在本港銷售，直至知名品牌產品在本港推出情況才有所改善。在1970年代至80年代，例如冷氣機、風扇及冰箱等產品可作為消暑用途，因此銷路較佳。因經濟迅速發展，更多消費者樂意花費多一些金錢進行消費。.
到了1970年代末，全港首個現代化的購物商場為位於中環的置地廣場。在1982年，位於太古城太古城中心第一期開張。隨後尖沙咀海洋中心及海洋廊建築群連接一起，成為大型購物商場海港城。在九十年代，本港更多大型購物商場陸續落成。包括太古廣場、西九龍中心、時代廣場、廣場及又一城。新界區也興建了不少大型購物商場，包括沙田區新城市廣場及屯門區屯門市廣場等。

## 特色
香港是享譽世界的購物天堂，無論從價格、種類、還是服務，這里都可以說名列世界之最。1998年時任美國總統克林頓訪問中國時還專程攜夫人到香港大宗購物。
香港的大型購物商場、酒店商場、綜合購物中心、百貨公司、服飾店、市場和路邊攤子等各色購物場所一應俱全，既有世界品牌，也不乏物美價廉的貨品。而且香港大部分進口貨品除酒煙外都無須繳稅。所以無論富豪還是平民，在香港都能找到物有所值的商品。

## 購物場地
香港的購物區主要集中於香港島的中環、金鐘及銅鑼灣，以及九龍的尖沙咀、油麻地及旺角等地。
此外，香港不少建築物的地面樓屬都劃作商店之用，部份商住樓宇更設有二三層商場。另一方面，香港各區均有大型多層購物中心。

### 大型購物商場
香港較著名的大型購物商場包括中環置地廣場、金鐘太古廣場、銅鑼灣時代廣場、太古城太古城中心、尖沙咀海港城、圓方、旺角朗豪坊及九龍塘又一城。九龍灣Mega Box、觀塘apm、將軍澳Popcorn、將軍澳新都城中心及沙田新城市廣場等。除了中環、金鐘、銅鑼灣、尖沙咀、將軍澳一帶的商場主要售賣高檔貨品外，其餘地區商場消費豐儉由人。

### 百貨公司
香港現時有多間百貨公司，主要分為港資、英資、日資及中資四種。港資百貨公司的貨品較為大眾化，包括崇光百貨、永安百貨及先施百貨等。而英資百貨公司則走高檔路線，主要銷售歐洲高級貨品，包括連卡佛及馬莎等。日資百貨公司方面則是規模較大，多以日本貨為主，包括三越、吉之島及西武等。中資百貨公司又稱為國貨公司，主要銷售中國大陸製造的貨品，一般較為便宜，包括華潤百貨、裕華國貨、中藝百貨等。

### 主題購物街
香港有多條主題購物街，原因是同類型的商店較傾向集中一起經營。香港島方面，中環利源東街及西街一帶主要售賣廉價服裝；樂古道及摩羅街則分別以古董和舊貨而著名。除此之外，灣仔駱克道和摩理臣山道分別是島上裝修物料及燈飾的集中地。
至於九龍方面，主題購物街更多。最著名的包括有女人貨品為主的旺角女人街，以及有男人貨品為主的油麻地廟街。除此之外，還有電器店林立的旺角西洋菜南街、金魚以至其他寵物店林立的金魚街、玉器店林立的油麻地廣東道及甘肅街等均吸引不少人。此外，旺角一段的砵蘭街也專營裝修物料。